# Radier inondable
Pour les articles homonymes, voir Radier.
Un radier inondable ou radier immergeable, dans l'usage moderne de la guerre navale de l'assaut amphibie et plus généralement de débarquement, est la partie d'un navire de guerre amphibie, qui permet la mise à l'eau de ce qui doit l'être, souvent des véhicules amphibies, directement au niveau de la mer. Utilisée comme un ballast de sous-marin, la poupe s'abaisse et la proue s'élève, inondant le pont du coffre et permettant aux bateaux, aux véhicules amphibies et autres d'accoster à l'intérieur du navire ou d'en sortir. Certains navires de guerre amphibies ont également des rampes d'abordage sur la proue.

## Galerie

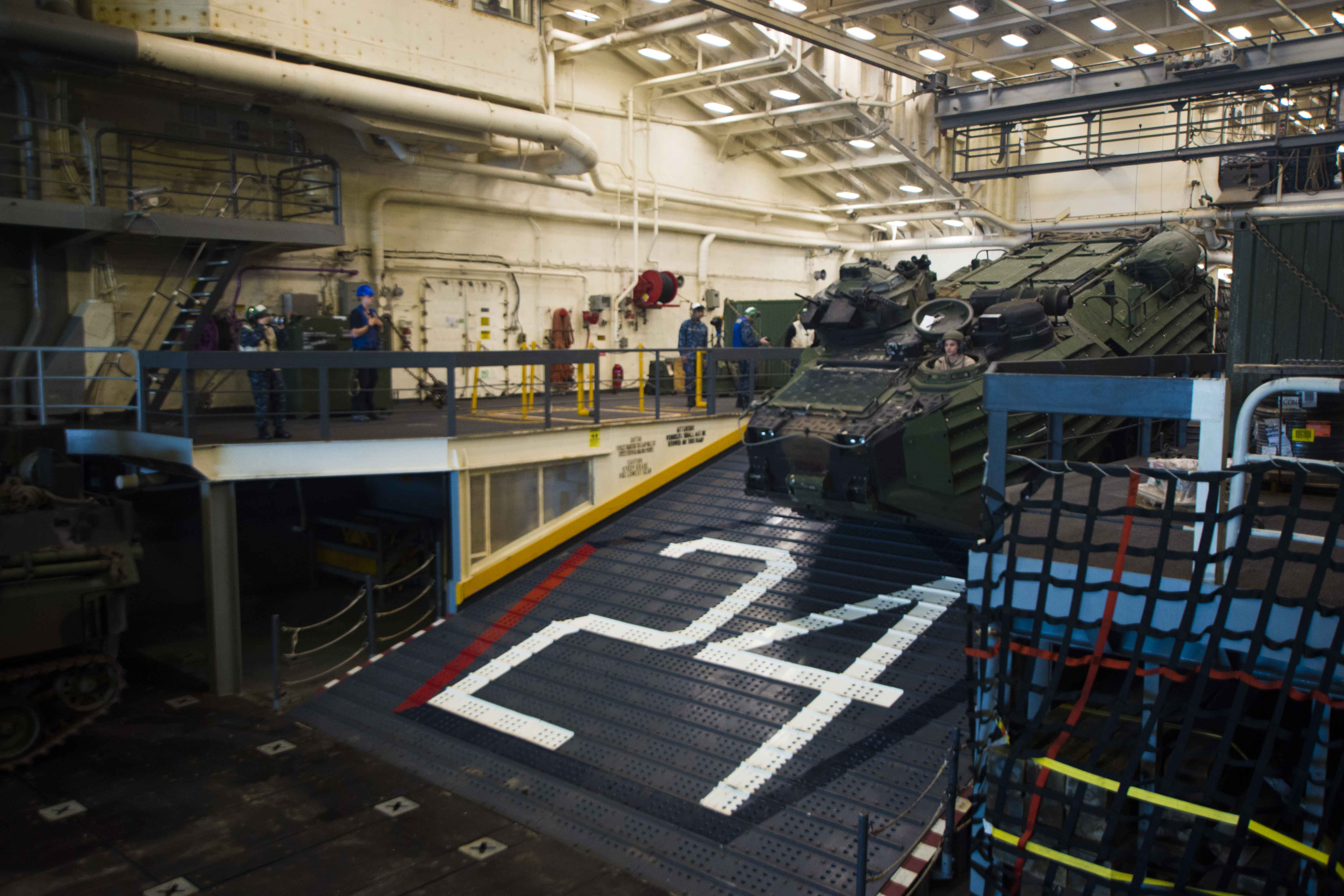
Pente descendante pour un blindé amphibie AAV-7 en radier inondable.
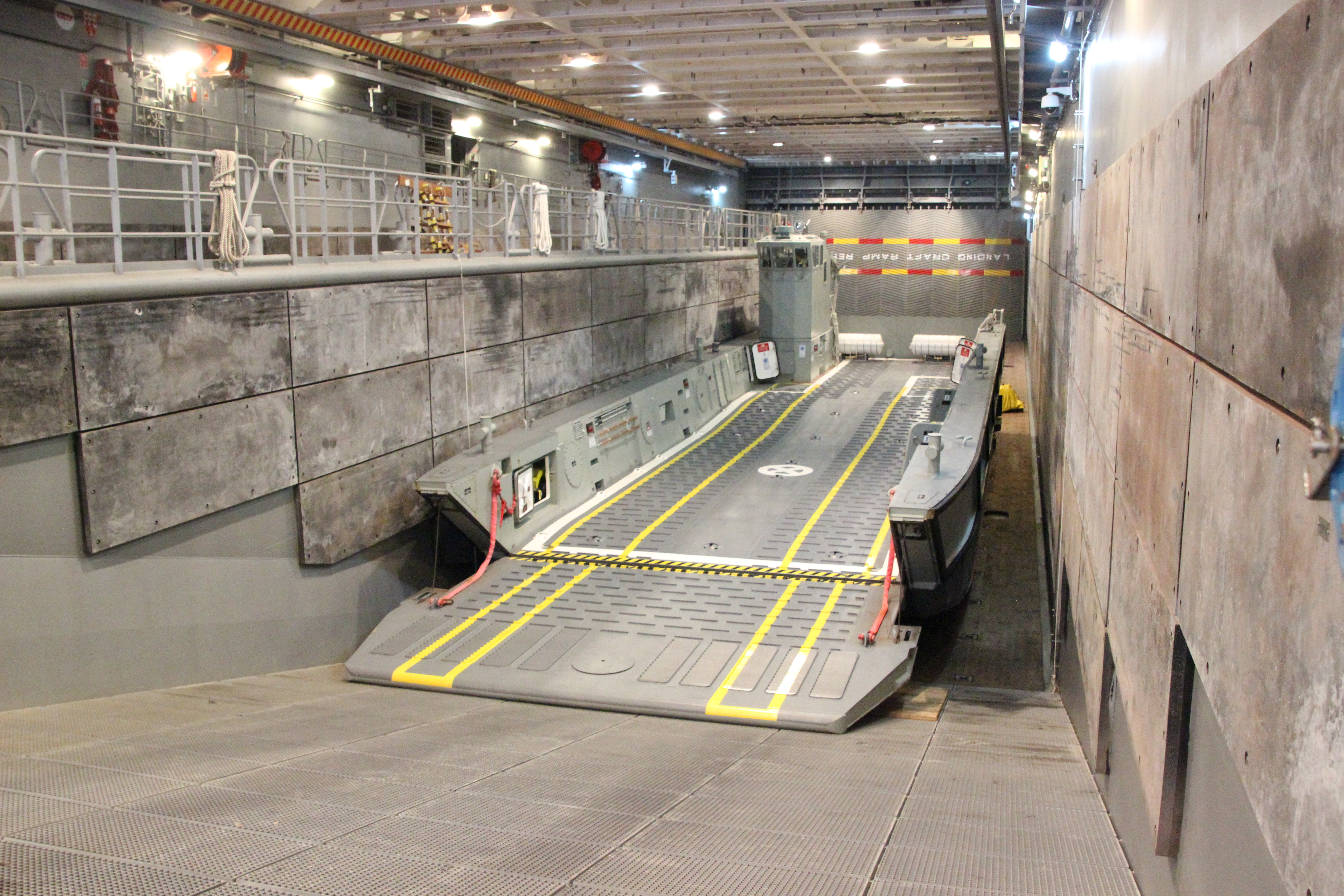
Une embarcation LCU dans le radier inondable à sec d'un navire de classe Canberra.
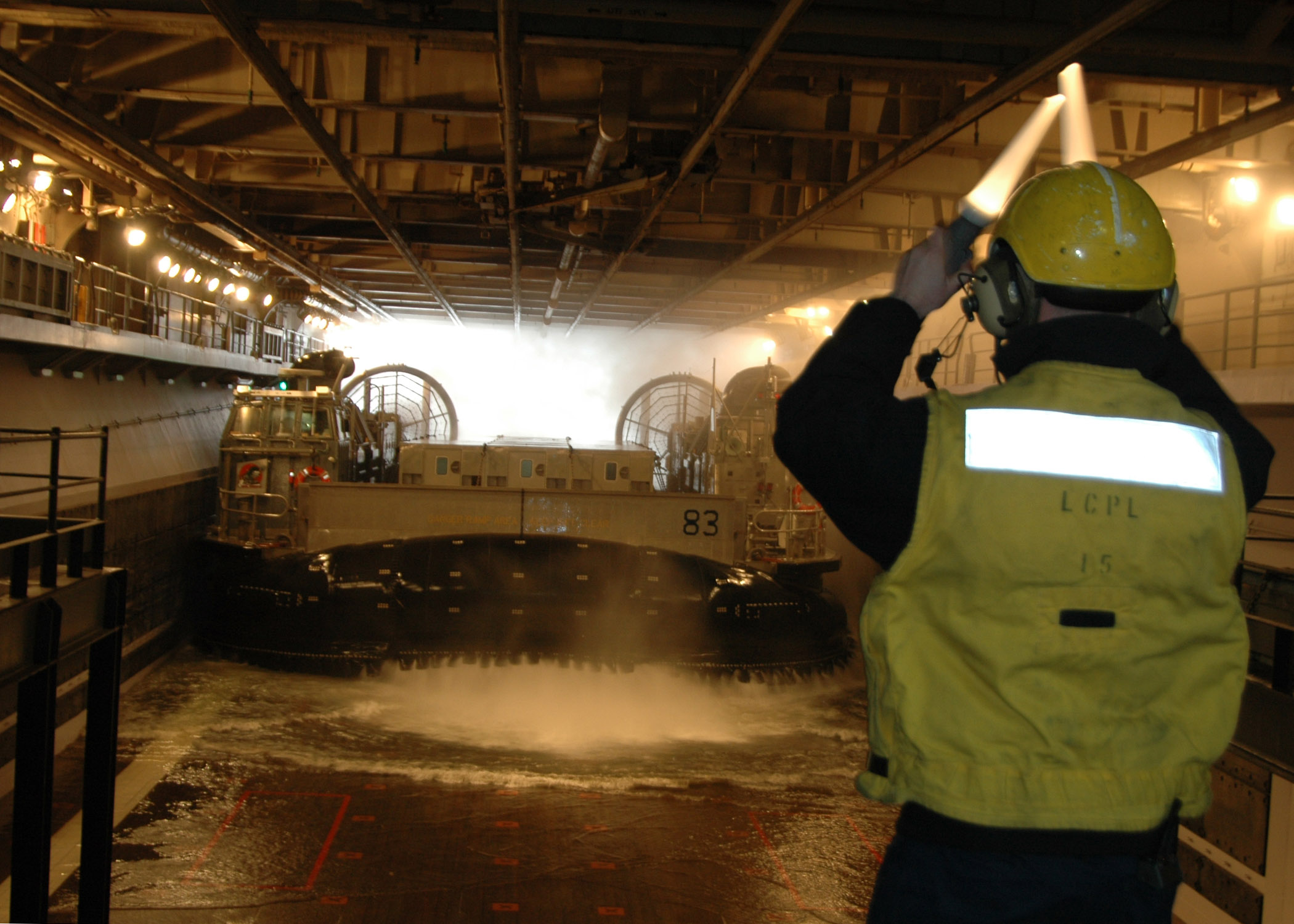
Une embarcation de débarquement LCAC enradiant l'USS Iwo Jima.
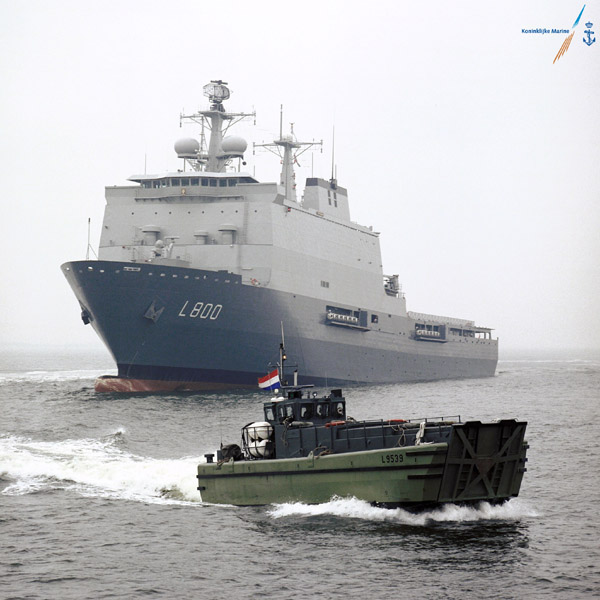
Le Rotterdam de Classe Galicia, radier inondable immergé avec poupe surbaissée et proue relevée (1998)
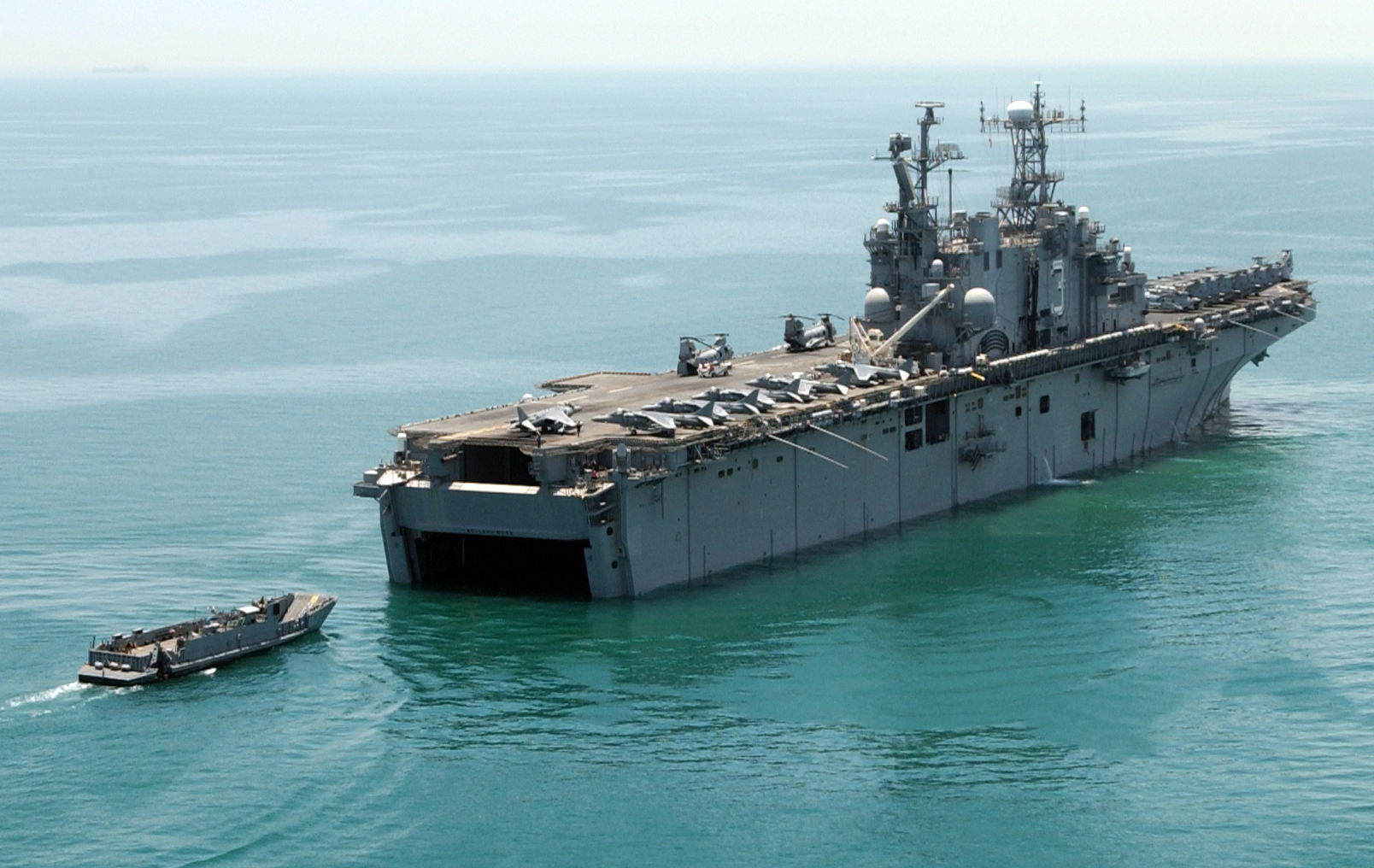
Un LCU enradiant l'USS Belleau Wood au large du Koweït (7 juillet 2004).